# Rudolf Pribiš
Rudolf Pribiš (19. března 1913 Rajec – 3. července 1984 Bratislava) byl slovenský sochař a výtvarný pedagog, významný představitel slovenského umění 20. století a socialistického realismu v sochařství.

## Studium

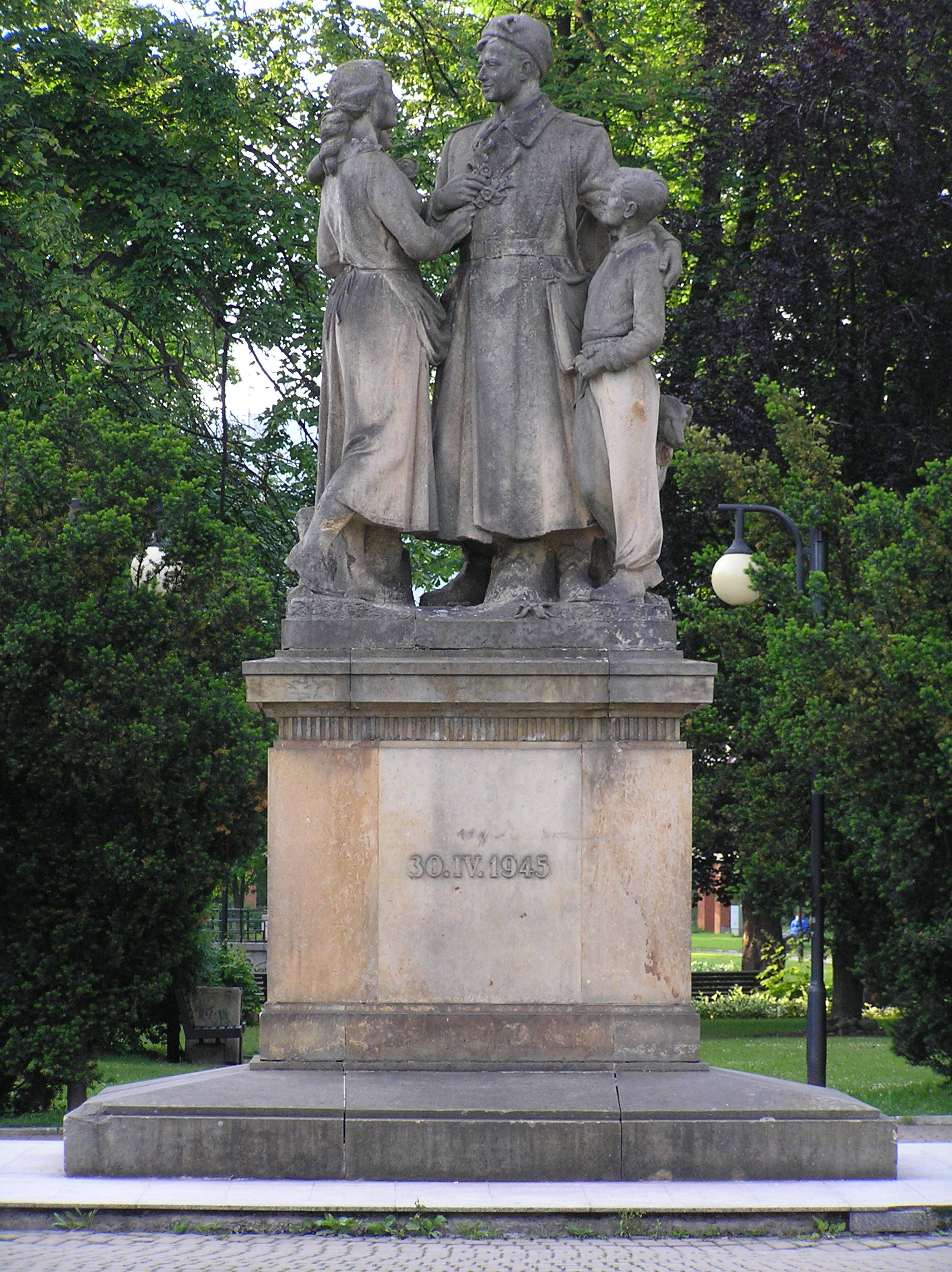
Památník obětem války, Žilina

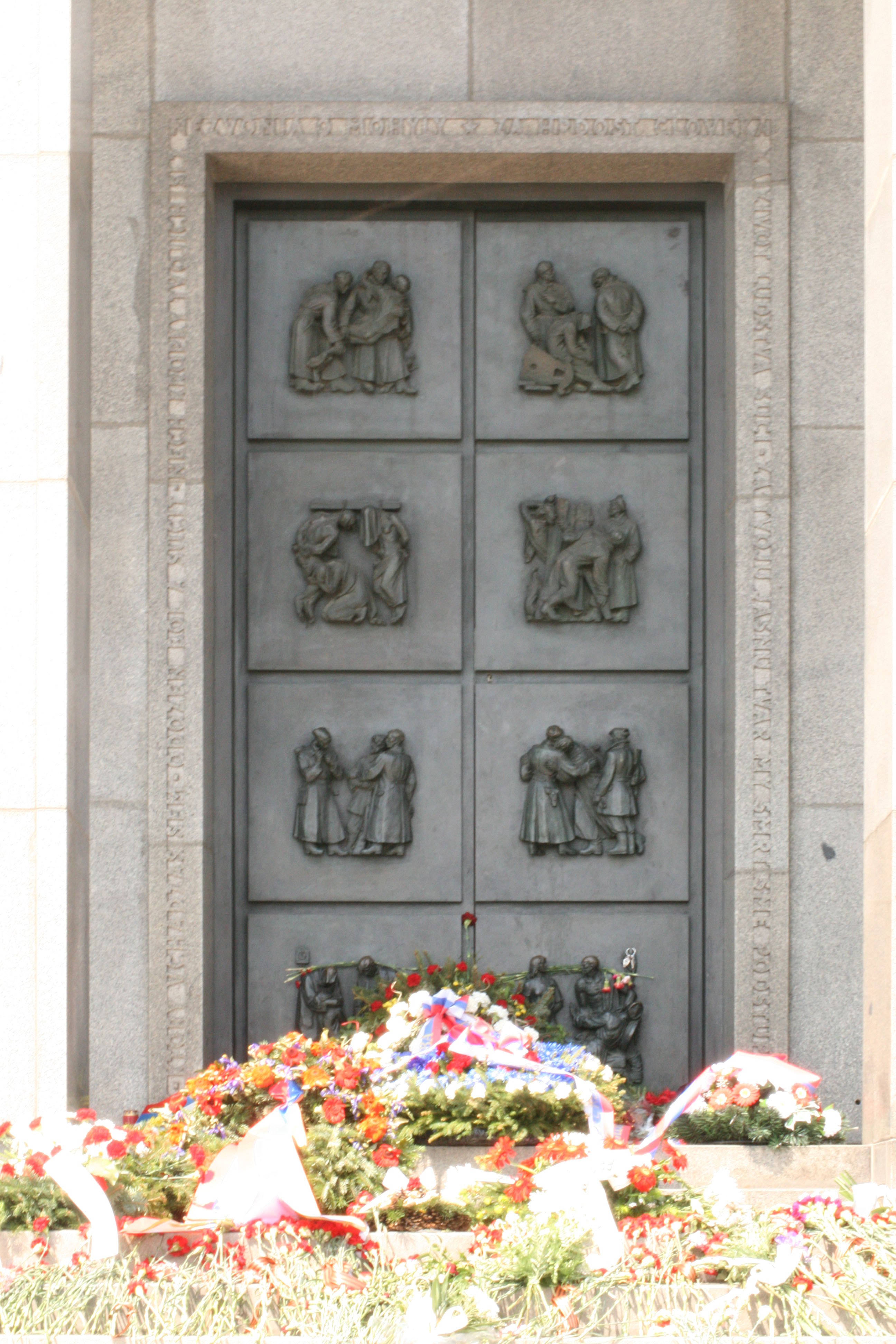
Bronzové dveře na Slavíně

Studoval na měšťanské škole (1923) a na gymnáziu v Trenčíně (1924–1931). Počátkem 30. let odešel studovat medicínu do Prahy (1931–1933), ale nakonec se rozhodl pro výtvarné umění. Navštěvoval obor kreslení ČVUT (1934) a později Akademii výtvarných umění (1935–1937), kde studoval pod vedením prof. Otakara Španiela.
Během let 1939–1940 pokračoval ve studiu na Oddělení kreslení SVŠT v Bratislavě, a současně se věnoval profesionální umělecké tvorbě. Od roku 1945 dostal příležitost organizovat výtvarný život na Slovensku a od roku 1950 pedagogicky působil na nově založené Vysoké škole výtvarných umění (VŠVU) v Bratislavě, kde byl v letech 1963–1968 a 1971–1974 i rektorem.

## Tvorba
Věnoval se medailérské tvorbě, například pro vysoké školy tvořil rektorské a děkanské insignie. Tvořil i monumentální a komorní sochy. V letech 1975–1982 úzce spolupracoval s architektem Eugenem Kramárem, se kterým výtvarně dotvořil náměstí v Rajci, Rajeckých Teplicích, Staré Turé a Prievidzi.
V roce 1936 získal II. cenu Akademie výtvarných umění na výstavě posluchačů akademie v Praze za reliéf Pitva. O rok později získal I. cenu za reliéf Na pláži. Za reliéfní bronzové dveře na Slavíně získal v roce 1970 titul „Laureát státní ceny Klementa Gottwalda“ a o rok později titul Národní umělec.

## Vybraná díla

### Sochy
- Sousoší osvobození Žiliny, 1955, Sad SNP, Žilina
- Pomník padlým v SNP, Náměstí svobody, Prievidza (spolu s architektem Štefanem Lukačovičem)
- Pomník osvobození Dolný Kubín
- Reliéfní bronzové dveře obřadní síně Památníku Sovětské armády na Slavíně
- Žena po koupeli, Rajecké Teplice
- 1965–1966 Odpočívající, plastika v parku Dudincích
- 1979 Památník osvoboditelů, Stará Turá
- Památník SNP, Náměstí SNP, Rajec
- Reliéf na rodičovském hrobě, Rajec

### Reliéfní tvorba
- Transfúzní stanice v Bratislavě (1958)
- Střední zemědělská a průmyslová škola JA Gagarina v Bernolákově (1959)
- Československé velvyslanectví v Pchjongjangu (1960–1961)
- Reliéfní kompozice na nádvoří Muzea SNR v Myjavě
- Pamětní tabule Romualda Zaymuse na farní budově v Bytčici